# Kaiketsu Masateru
Kaiketsu Masateru (nacido como Teriyuki Nishimori, 魁傑 將晃 en japonés, 16 de febrero de 1948-18 de mayo de 2014) fue un luchador de sumo japonés, que alcanzó el segundo más alto rango de ōzeki en dos ocasiones separadas. También ganó dos principales campeonatos del torneo división. Después de su retiro en 1979 se convirtió en un entrenador bajo el nombre de Hanaregoma-oyakata y estableció la heya Hanaregoma. También fue presidente de la Asociación de Sumo del Japón desde 2010 hasta 2012.

## Carrera en el sumo
Hizo su debut profesional en el sumo en septiembre de 1966, bajo el shikona de Nishimori Teuryuki (魁傑 將晃 en japonés) (su nombre real); en enero de 1970 cambiaría su shikona a Hananishiki Teruyuki (花錦 輝之 en japonés), en septiembre de 1970 cambiaría nuevamente su shikona, esta vez a Kaiketsu Teruyuki (魁傑 輝之 en japonés); y finalmente, en mayo de 1973 lo cambiaría a Kaiketsu Masateru (魁傑 將晃 en japonés).
El rango más alto que alcanzó fue el de ōzeki (en dos oportunidades), durante su etapa de luchador ganó 2 yushos, 3 kinoboshis y 12 sanshōs.
Después de su retirada, permaneció en el mundo del sumo como rijicho, bajo el kabu de Hanaregoma Teruyuki (放駒 輝門 en japonés).

## Después del retiro
Kaiketsu creó su propia heya, la heya Hanaregoma, en el año 1981 después de separarse de Hanakago. Junto a él estaba el futuro yokozuna Ōnokuni. En 1985, cuando el estable Hanakago se terminó, todos sus luchadores fueron transferidos a Hanaregoma. Otros luchadores de primera división que él entrenó fueron Hananokuni, Hananoumi y Shunketsu. También se convirtió en un director de la Asociación de Sumo de Japón, responsable de administrar a los shimpan o jueces, y supervisar el examen de los nuevos reclutas. En agosto de 2010 asumió el cargo de presidente de la Asociación después de la dimisión de Musashigawa. A raíz de un escándalo de arreglo de partidos que estalló en febrero de 2011 se anunció una investigación independiente y la cancelación de la Osaka honbasho en marzo de 2011. Él insistió en que no había ningún arreglo de partidos en el pasado, una afirmación que fue criticada por el comentarista de sumo y exluchador Mainoumi. Él se retiró del cargo en las elecciones de la junta de la Asociación de Sumo en febrero de 2012 ya que los términos son por dos años y alcanzó la edad de jubilación obligatoria, en febrero de 2013. Poco antes de su retiro la heya Hanaregoma fue desaparecida por la heya Shibatayamae, dirigido por el exluchador Ōnokuni. Murió el 18 de mayo de 2014, mientras practicaba golf. Tenía 66 años.

## Críticas
Fue muy criticado por la gente cuando era presidente de la NSK al haber suspendido el Haru Basho 2011, debido a los escándalos de los yaochos (combates amañados) realizados durante el Hatsu Basho 2011. Y debido a esto el Natsu Basho 2011 no se transimitió por televisión, ni siquiera en diferido. Por ese motivo, su muerte no se sintió mucho.

## Historial
| Año (Honbasho) | Hatsu Basho (enero) (ciudad de Tokio) | Haru Basho (marzo) (ciudad de Osaka) | Natsu Basho (mayo) (ciudad de Tokio) | Nagoya Basho (julio) (ciudad de Nagoya) | Aki Basho (septiembre) (ciudad de Tokio) | Kyushu Basho (noviembre) (ciudad de Fukuoka) | Victorias / Derrotas / Ausencias |
| 1966           | ─                                     | ─                                    | ─                                    | ─                                       | Maezumo Hatsu Dohyō 0 - 0                | Jonokuchi 19 Oeste 7 - 0                     | 7 - 0                            |
| 1967           | Jonidan 5 Oeste 6 - 1                 | Sandanme 60 Este 4 - 3               | Sandanme 90 Oeste 5 - 2              | Sandanme 48 Este 3 - 4                  | Sandanme 58 Este 5 - 2                   | Sandanme 28 Este 3 - 4                       | 26 - 16                          |
| 1968           | Sandanme 35 Oeste 7 - 0               | Makushita 28 Este 3 - 4              | Makushita 31 Oeste 4 - 3             | Makushita 26 Oeste 4 - 3                | Makushita 23 Este 6 - 1                  | Makushita 8 Este 4 - 3                       | 26 - 16                          |
| 1969           | Makushita 6 Este 4 - 3                | Makushita 3 Oeste 3 - 4              | Makushita 5 Oeste 1 - 6              | Makushita 26 Oeste 6 - 1                | Makushita 4 Este 3 - 4                   | Makushita 7 Oeste 6 - 1                      | 23 - 19                          |
| 1970           | Jūryō 13 Este 4 - 11                  | Makushita 5 Oeste 5 - 2              | Makushita 1 Oeste 6 - 1              | Jūryō 11 Este 7 - 8                     | Jūryō 13 Este 11 - 4                     | Jūryō 4 Este 7 - 8                           | 40 - 34                          |
| 1971           | Jūryō 6 Este 8 - 7                    | Jūryō 4 Oeste 8 - 7                  | Jūryō 3 Oeste 10 - 5                 | Jūryō 1 Oeste 11 - 4                    | Maegashira 9 Este 7 - 8                  | Maegashira 10 Oeste 8 - 7                    | 52 - 38                          |
| 1972           | Maegashira 5 Este 7 - 8               | Maegashira 7 Oeste 12 - 3            | Komusubi 2 Este 11 - 4               | Sekiwake 2 Oeste 10 - 5                 | Sekiwake 1 Oeste 7 - 8                   | Komusubi 1 Oeste 7 - 8                       | 54 - 36                          |
| 1973           | Maegashira 1 Oeste 11 - 4             | Sekiwake 1 Este 4 - 11               | Maegashira 4 Este 9 - 6              | Komusubi 1 Este 8 - 7                   | Sekiwake 1 Este 7 - 8                    | Komusubi 1 Oeste 8 - 7                       | 47 - 43                          |
| 1974           | Komusubi 1 Oeste 11 - 4               | Sekiwake 1 Este 10 - 5               | Sekiwake 1 Este 8 - 7                | Sekiwake 1 Este 8 - 7                   | Sekiwake 2 Este 7 - 8                    | Komusubi 2 Este 12 - 3                       | 56 - 34                          |
| 1975           | Sekiwake 1 Este 11 - 4                | Ōzeki 1 Oeste 11 - 4                 | Ōzeki 1 Oeste 12 - 3                 | Ōzeki 1 Este 8 - 7                      | Ōzeki 1 Este 6 - 9                       | Ōzeki 1 Oeste 6 - 9                          | 54 - 36                          |
| 1976           | Sekiwake 1 Oeste 7 - 8                | Maegashira 1 Oeste 5 - 10            | Maegashira 6 Oeste 10 - 5            | Komusubi 1 Oeste 5 - 10                 | Maegashira 4 Oeste 14 - 1                | Sekiwake 1 Oeste 11 - 4                      | 52 - 38                          |
| 1977           | Sekiwake 1 Oeste 11 - 4               | Ōzeki 2 Este 8 - 7                   | Ōzeki 2 Oeste 8 - 7                  | Ōzeki 2 Oeste 6 - 9                     | Ōzeki 3 Este 5 - 10                      | Sekiwake 1 Oeste 6 - 9                       | 44 - 46                          |
| 1978           | Maegashira 1 Oeste 6 - 9              | Maegashira 4 Oeste 10 - 5            | Komusubi 1 Este 6 - 9                | Maegashira 3 Oeste 7 - 8                | Maegashira 4 Oeste 8 - 7                 | Maegashira 2 Oeste 4 - 11                    | 41 - 49                          |
| 1979           | Maegashira 9 Oeste 4 - 7 - 4          | ─                                    | ─                                    | ─                                       | ─                                        | ─                                            | 4 - 7 - 4                        |